# Steven Avery
Steven Avery, född 9 juli 1962, är en amerikansk man från Manitowoc County, Wisconsin, som sitter dömd på livstid för mordet på Teresa Halbach. Hans liv har skildrats i serien Making a murderer, en dokuserie som följer hans fall och driver tesen att han är oskyldigt dömd.
Avery avtjänade 18 år i fängelse, felaktigt dömd för sexuellt övergrepp och mordförsök på 36-åriga Penny Beerntsen 1985. Han frikändes efter att nya DNA-tester genomförts, som kunde binda en annan man vid brottet. Avery släpptes från fängelset den 11 september 2003.
Efter frisläppandet stämde Avery Manitowoc Countys sheriffkontor och distriktsåklagare på skadestånd för felaktigt fängelsestraff.
I november 2005 när förhör relaterade till stämningen alltjämt pågick, arresterades Avery för mordet på fotografen Teresa Halbach. Han fälldes för mordet 2007 och dömdes till livstids fängelse utan möjlighet till villkorlig frigivning.
Avery försöker, så sent som januari 2016 alltjämt överklaga domen med hjälp av nya försvarsadvokater.
Averys rättegångar har skildrats i Netflix dokumentärserie Making a murderer.

## Bakgrund
Vid 18 års ålder dömdes Avery till fängelse för inbrott. Som tjugoåring dömdes han för djurplågeri, efter att han och en annan man dränkt in Averys katt i bensin, och kastat in den i en brasa.
Han dömdes 1985 till 6 år i fängelse för framkallande av fara för annan, efter att han genom att sikta med ett vapen fått sin kusin att köra av vägen. Avery hävdade att anledningen till att straffet blev så hårt var att kusinen var gift med ett deltidsanställt sheriffbiträde.
1985 dömdes Avery för sexuellt övergrepp och mordförsök på Penny Beerntsen. Han vidhöll hela tiden att han var oskyldig, och 2002 gick Wisconsin Innocense Project med på att ta sig an hans fall. Tack vare bättre DNA-tester än de som fanns tillgängliga 1985 lyckades man inte bara bevisa att Avery var oskyldig, utan även binda en annan man, Gregory Allen, till brottet. Allen avtjänade redan ett 60-årigt fängelsestraff för ett annat brott.
När Avery släpptes, efter att ha avtjänat 18 år i fängelse för ett brott han inte begått, fick hans fall mycket uppmärksamhet, och det ledde bland annat till att Wisconsin införde ny lagstiftning i förhoppning att kunna undvika felaktiga fängelsestraff i framtiden. Lagen kallades när den infördes "the Avery bill", men kom att namnändras till "criminal justice reforms bill". Avery lämnade in en stämning mot Manitowoc Countys sheriffkontor och distriktsåklagare på 36 miljoner dollar för felaktigt fängslande.

## Mordet på Teresa Halbach
Teresa Halbach jobbade som fotograf, och skulle den 31 oktober 2005 möta Steven Avery vid dennes hem för att fotografera en bil som Averys syster skulle sälja. Halbach försvann samma dag.
Efter att Halbachs bil och benfragment hittades på Averys ägor greps Steven Avery den 11 november för mordet på Halbach. Avery hävdade omedelbart att han var oskyldig och att myndigheterna försökte sätta dit honom, för att göra det svårare för Avery att vinna det pågående skadeståndsmålet. För att undvika intressekonflikter bad Manitowoc County om hjälp med brottsutredningen från det närliggande Calumet County. Trots detta medverkade poliser från Manitowoc vid husrannsakan av Averys ägor, vilket lett till att Avery och hans advokater rest misstankar om att polisen påverkat bevisen, så kallad kollusion.
Den 2 mars 2006 greps även Averys systerson, Brendan Dassey. Han anklagades för att vara delaktig i mord, likstympning, och sexuellt övergrepp, efter att Dassey erkänt brotten för polisens utredare. Dasseys skuld prövades i en separat rättegång, i vilken han dömdes till livstids fängelse. Dasseys advokater har sedan dess försökt arbeta fram en frigivning, eller ny rättegång, då de dels anser att Dasseys grundlagsskyddade rättigheter kränktes genom ineffektivt arbete av hans tidigare advokat, samt att hans erkännande var framtvingat.

## I populärkulturen

### Radiolab
Det amerikanska radioprogrammet Radiolab sände den 26 mars 2013 ett avsnitt om det överfall Avery kom att dömas felaktigt för, sett ur Penny Beerntsens perspektiv.

### Making a murderer
Den 18 december 2015 släppte Netflix en tio avsnitt lång dokumentärserie om Avery, kallad Making a murderer. Dokumentären fick stort publikt genomslag och har lett till att media fått förnyat intresse för fallet. Den har även resulterat i namninsamlingar för att försöka få Vita Huset att se över fallet.